# Louvigny, Calvados
Louvigny är en kommun i departementet Calvados i regionen Normandie i norra Frankrike. Kommunen ligger i kantonen Caen 8e Canton som ligger i arrondissementet Caen. År 2022 hade Louvigny 2 627 invånare.

## Befolkningsutveckling
Antalet invånare i kommunen Louvigny
Referens: INSEE